# Шкрлєво (Шентруперт)
Шкрлєво (словен. Škrljevo) — поселення в общині Шентруперт, регіон Південно-Східна Словенія, Словенія.